# Samart Payakaroon
Samart Payakaroon, su nombre real es Samart Tiptarmai (5 de diciembre de 1962, Chachoengsao) es un cantante y un boxeador de Muay thai tailandés. Muchos lo consideran el mejor luchador de Muay Thai de todos los tiempos, convirtiéndose en múltiples veces campeón del Lumpinee Stadium y campeón mundial de boxeo del CMB.

## Carrera en Boxeo tailandés
Samart tiene un hermano mayor, Kongtoranee Payakaroon, que indujo a Samart para iniciar la formación en Muay tailandés. El comenzó a entrenar cuando tenía 11 años. El primer maestro de Muaythai de Samart fue Yodthong Senanan (Kru Tui) que le enseñó tanto a Samart como a Kongtoranee. Su nombre fue la primera pelea Samart Lookklongket. Después de haber luchado en torno a más de 100 peleas (postura ortodoxa), llegó a Bangkok para luchar en Lumpinee Stadium en 1978. Samart ha sido apodado como el Payaknayok porque ser guapo y por su estilo de luchar como un tigre (Payak = tigre en tailandés). 

### Muay Tailandés Honores
- 105 lb Champion of Lumpinee Stadium in 1980 105 libras Campeón de Lumpinee Stadium en 1980
- 108 lb Champion of Lumpinee Stadium in 1980 108 libras Campeón de Lumpinee Stadium en 1980
- 115 lb Champion of Lumpinee Stadium in 1981 115 libras Campeón de Lumpinee Stadium en 1981
- 126 lb Champion of Lumpinee Stadium in 1981 126 libras Campeón de Lumpinee Stadium en 1981
- 2022 WBC Diamond Belt : Otorgado por Bang Rajan Events en Madrid - España en reconocimiento por su brillante carrera.

## Boxeo
En 1982 volvió al boxeo, donde luchó desde una posición de zurdo. En 1986 ganó un título del CMB peso pluma júnior con un KO sorpresa sobre la roca-chinned Lupe Pintor en la quinta ronda y defendida contra la Meza respetado a Juan antes de ser detenido por el invicto australiano Jeff Fenech. Hizo su reaparición en los años 90 y desafió sin éxito por otro título mundial. Payakaroon fue nombrado The Ring 's Progress de la caza de Año para 1986. Ahora él enseña Muay tailandés en su natal Tailandia. 

## Carrera musical
Entre sus dos períodos como campeón de boxeo, Samart firmó con el sello Grammy y lanzó algunos álbumes. Ellos son de la música pop, pero con su acento del interior del país ( "Ner" เหน่อ) en comparación con acento centro de Tailandia. Su primer álbum, Rock Ner Ner (ร็อคเหน่อๆ) en 1989, contiene una canción famosa de Som (อ่อนซ้อม - la práctica no es suficiente) hablar de él que es muy competente en el boxeo, pero que carecen de la misma aptitud en conseguir el amor de las mujeres. Su segundo álbum, y en tercer lugar, Arom Dee (อารมณ์ดี) y Kun Kun Mai Mike (คันไม้คันไมค์), fueron lanzados entre 1990 y 1992, con famosas canciones como Nam Plik Pla Too (น้ำพริกปลาทู) y Kao Ao Ing. (เกาเอาเอง) respectivamente. Después de los lanzamientos de sus tres discos, regresó nuevamnete al boxeo. 